# Liriomyza trifoliearum
Liriomyza trifoliearum är en tvåvingeart som beskrevs av Spencer 1973. Liriomyza trifoliearum ingår i släktet Liriomyza och familjen minerarflugor. Inga underarter finns listade i Catalogue of Life.